# Гафарова Мунівер Тейфуківна
Муніве́р Тейфу́ківна Гафа́рова (нар. 2 червня 1949, м. Шахрисабз, Кашкадар'їнська область, Узбекистан) — українська лікарка-епідеміологиня кримськотатарського походження, доктор медичних наук (1994), професор.

## Біографія
Народилася 2 червня 1949 року в місті Шахрисабз Кашкадар'їнської області Узбецької РСР. У 1973 році закінчила Ташкентський медичний інститут.
З 1973 по 1977 рік працювала епідеміологом у Каршинській міській санітарно-епідеміологічній станції. З 1977 року її діяльність була пов'язана з Ташкентським НДІ епідеміології, мікробіології та інфекційних захворювань, де вона пройшла шлях від аспірантки до старшого наукового співробітника відділу особливо небезпечних інфекцій.
У 1982 році захистила кандидатську дисертацію на тему «Епідеміологія, сучасні аспекти екології переносника і профілактика висипного тифу (за матеріалами Північно-Західного економічного району Узбецької РСР)».
У 1990–1993 роках навчалася в докторантурі в Центральному НДІ епідеміології МОЗ РФ у Москві. У 1994 році захистила докторську дисертацію на тему «Сучасні особливості епідеміології і клінічного перебігу коксієльозу, шляхи вдосконалення його профілактики» під науковим консультуванням І. В. Тарасевич.
Після повернення до Криму у 1994–1995 роках завідувала лабораторією імунології клінічної лікарні ім. М. С. Семашка. З 1995 року працювала у Кримському державному медичному університеті імені С. І. Георгієвського в Сімферополі, з 2007 року — на посаді професора кафедри інфекційних хвороб.
Була членом спеціалізованої вченої ради із захисту докторських дисертацій в ДУ «Інститут епідеміології та інфекційних хвороб ім. Л. В. Громашевського АМН України» та членом атестаційної комісії при Кримській республіканській СЕС.

## Наукова діяльність
Основний напрямок наукових досліджень — рикетсіози, зокрема епідеміологія, клініка, діагностика, профілактика та лікування таких захворювань, як висипний тиф, Ку-гарячка та марсельська гарячка. Є авторкою понад 130 наукових праць.

### Основні праці
- Эпидемиология, клиника, диагностика, лечение и профилактика лихорадки Ку. Ташкент, 1984 (у співавторстві).
- Клиника и лечение коксиеллеза // Тезисы докл. съезда врачей-инфекционистов в г. Суздале, сен., 1992. Москва; Киров, 1992. Т. 2.
- Эпидемиологические и клинические особенности марсельской лихорадки в Крыму // Тр. Крым. мед. университета. 2001. Т. 137, ч. 1 (у співавторстві).
- Марсельская лихорадка (эпидемиология, клиника, диагностика). Симферополь, 2004 (у співавторстві).
- Імунопрофілактика інфекційних хвороб і організація її проведення: Навч.-метод. посібник. Сімферополь, 2008 (у співавторстві).